# Diazene
Il diazene, anche detto diimmide o diimina nel caso di composti organici, è un composto inorganico dell'azoto con l'idrogeno con formula chimica N2H2 con un legame doppio N=N, a differenza dell'idrazina con un legame semplice N-N. Il termine diazene è più usato per derivati organici del termine diimmide. Quindi, azobenzene (C6H5-N=N-C6H5) è un esempio di diazene organico.
Il diazene forma la struttura di base dei composti organici detti azoici. È instabile a temperatura ambiente. Il diazene metastabile puro, solido, al di sotto di -180 °C ha un colore giallo brillante. Il composto non è sublimabile, è molto sensibile alla luce e si decompone con sproporzione in azoto e idrazina.
{\displaystyle {\ce {2N2H2->N2\ +\ N2H4}}}

## Struttura
Esiste in due isomeri geometrici, E (trans) e Z (cis) e un isomero strutturale detto iso.
|                                         |  |                                       |  |                                    |
| Struttura del composto E(trans)-diazene |  | Struttura del composto Z(cis)-diazene |  | Struttura del composto iso-diazene |

## Sintesi e rivelazione
Il metodo standard per produrre diazene è l'ossidazione dell'idrazina con il perossido di idrogeno (H2O2) o con aria.
Un altro metodo è la decarbossilazione dell'acido azodicarbossilico (HOOC-N=N-COOH) secondo la reazione chimica:
{\displaystyle {\ce {(NCOOH)2 -> (NH)2 \ + \ 2CO2}}}
Oppure per eliminazione di sulfonoidrazide (un gruppo di composti organici con struttura R-SO2-NH-NH2) usando una base di Lewis adatta. Ad esempio, utilizzando l'idrazide 2,4,6-triisopropilbenzenesulfonoidrazide:
{\displaystyle {\ce {(CH3CHCH3)3C6H2\ -\ SO2\ -\ NH\ -\ NH2}}}
e trattandola con la base bicarbonato di sodio (NaHCO3) si elimina il diazene.
Essendo un composto instabile, il diazene viene generato e usato in-situ. Viene prodotta una miscela sia di isomeri cis (Z-) sia trans (E-). Questi sono instabili, e subiscono una lenta interconversione.  L'isomero trans è più stabile, ma l'isomero cis è quello che reagisce con substrati insaturi, quindi l'equilibrio va in direzione dell'isomero cis per il principio di Le Châtelier. Alcune procedure richiedono l'aggiunta di acido carbossilico, che catalizzano l'isomerizzazione cis-trans.
Il diazene si decompone subito. Inoltre a basse temperature (ca. -130 °C), l'isomero più stabile trans subisce rapidamente varie reazioni di disproporzione, formando primariamente idrazina e gas di azoto:
{\displaystyle {\ce {2HN=NH->H2N\ -\ NH2\ +\ N2}}}
A causa di questa reazione di decomposizione a competere, le riduzioni con diazene solitamente richiedono una forte quantità del reagente precursore.

### Rivelazione
La sostanza fu isolata per la prima volta nel 1972 da Nils Wiberg e collaboratori. In questo caso, una termolisi del composto sodio tosilidrazide (un composto organico del genere sulfonoidrazide) è stata effettuata sotto vuoto a 60 °C. La tosilidrazide fu decomposta con resa dell'80% in diazene e toluensolfato di sodio (formula Na(SO2C6H4CH3) ). Il diazene è stato depositato come un rivestimento giallo brillante a -196 °C su uno strumento di laboratorio detto dito-freddo. La rilevazione nel gas era la spettrometria di massa. La preparazione è anche riuscita con altre tosilidrazidi di metalli alcalini, ma con una resa inferiore.
{\displaystyle \mathrm {H_{3}C-C_{6}H_{4}-SO_{2}-NNa-NH_{2}\longrightarrow H-N=N-H+Na(SO_{2}-C_{6}H_{4}-CH_{3})} }
Il diazene si può rivelare tramite reazioni chimiche come la stereospecifica, quella molto selettiva della cis-idrogenazione dei legami C=C tramite idrazina e un ossidante, inoltre si può rivelare tramite spettrometria di massa nella decomposizione in fase gassosa sia di ammoniaca (NH3) sia di idrazina (N2H4) su superficie di rodio.

## Applicazioni

### Sintesi organica
Il diazene a volte è utile come reagente in sintesi organica.
Questo idrogenica alcheni e alchini con selettivo rilascio di idrogeno da una parte del substrato dovuta alla stereoselettivita come aggiunta di H2 catalizzata dal metallo syn. L'unico coprodotto rilasciato è gas di azoto (N2). Sebbene sia un sistema che richiede diversi strumenti di laboratorio, l'utilizzo del diazene annulla la necessità di pressioni alte quando si usa il gas idrogeno e un catalizzatore metallico, che sono metodi costosi.
Il meccanismo di idrogenazione implica uno stato di transizione con sei membri (C2H2N2):

### Riduzione selettiva
Il diazene offre il vantaggio di riduzione selettiva di alcheni e alchini e non reagisce verso molti gruppi funzionali che possono influenzare il processo di idrogenazione catalitica. Quindi, perossidi, alogenuri alchilici, e tioli sono tollerati dalil diazene, ma possono essere di solito degradati dai catalizzatori metallici. Il reagente tende a ridurre alchini e alcheni senza ostacoli o vincoli al corrispondente alchene e alcano.

## Composti derivati

### Inorganici
- Un derivato del diazene è l'acido iponitroso detto pure diazendiolo (HO-N=N-OH).
- Il composto gassoso difluoro diazoto o difluorodiazene (N2F2). Ha la struttura F−N=N−F e ha isomeri geometrici.

### Organici
- Gli azocomposti acidi come l'acido azodicarbossilico o diazendicarbossilico ( HOOC-N=N-COOH oppure N2(COOH)2 ) o le loro ammidi ed esteri stabili, ad esempio dietil azodicarbossilato (H5C2-OOC-N=N-COO-C2H5 oppure C6H10N2O4).
- Sono noti anche gli azosilani, come la trans-bis (trimetilsilil) diimmina ( (CH3)3Si-N=N-Si(CH3)3 ).

## Ioni correlati
Il diazene possiede una certa tendenza a protonarsi; a seconda dei casi può subire una protonazione singola o doppia con la formazione rispettivamente del catione diazenio e del diazenio dicatione.

### diazenio
Lo ione diazenio ha formula chimica N2H+3 con le strutture:
|                                  |                                    |
| Struttura Lewis catione diazenio | Struttura a sfere catione diazenio |

presenta una carica positiva dislocata sull'atomo di azoto derivato dalla protonazione del diazene
{\displaystyle {\ce {H-N=N-H\ +\ H^{+}->H2N^{+}=N\ -\ H}}}

### diazenio dicatione
Lo ione diazenio dicatione ha formula chimica N2H2+4 con le strutture:
|                                        |                                          |
| Struttura Lewis del dicatione diazenio | Struttura a sfere del dicatione diazenio |

presenta due cariche positive nette dislocate sugli atomi di azoto, cariche che derivano dalla doppia protonazione del diazene
{\displaystyle {\ce {H\ -\ N=N\ -\ H\ +\ 2H^{+}->H2N^{+}=N^{+}H2}}}
Confrontandoli con lo diazonio dicatione, HNNH2+, questi ammette il più forte legame chimico conosciuto. Questo ione proviene da una doppia protonazione della molecola di azoto. 
L'ordine della forza legame relativa (RBSO) è di 3,38.
Gli unici ioni conosciuti, i dicationi diazoidrofluoronio e diazofluoronio FNNH2+ e FNNF2+, ammettono una forza di legame leggermente minore.